# Oloron-Sainte-Marie
Oloron-Sainte-Marie é uma comuna francesa na região administrativa da Nova Aquitânia, no departamento dos Pirenéus Atlânticos. Estende-se por uma área de 68,31 km². Em 2010 a comuna tinha 11 278 habitantes (densidade: 165,1 hab./km²).
Era conhecida como Illoronensium durante o período romano.

## História

### Primeiras Ocupações Humanas
Criação romana no primeiro século dC, no Somport estrada, que deve o seu nome, Iluro, os povos Aquitaine relacionadas com os ibéricos. Fundada essencialmente a Santa Maria no terraço aluvial que será determinado o futuro catedral também é uma fortaleza com muralhas na colina de Sainte-Croix d'Oloron. O promontório de St. Croix é o oppidum. Em 506, Gratus, bispo primeiro conhecido participaram do Conselho de Agde e se torna St. Grat, cuja festa ainda é celebrada no outono.

### Idade Média
As invasões vai mergulhar a história de Iluro no esquecimento. Mas por 1058, parece que alguns habitats sobreviveram porque o bispo Stephen de Lavedan resolvido no terraço aluvial, onde ainda permanece uma capela dedicada à Virgem. Em 1080, o Visconde Centulle V Jovem apenas construir a nova cidade de Oloron (nome derivado medieval Iluro) no antigo oppidum romano.
Nos tempos medievais, nenhuma outra localização não poderia ter certeza que esta promontório delimitado ao longo dos córregos leste-oeste. Este Visconde incentiva as pessoas a vir morar e comércio de Oloron, estabelecendo privilégios legais e econômicas contidas no ato de "poblacion" (ou suporte), privilégios será incluído e reforçou em 1220 a criação da Oloron Para o mais antiga Béarn.
Enquanto isso, o ex-cidade Iluro renascendo das cinzas e agora leva o nome de sua catedral, St. Mary.
Os descendentes do visconde empregado em monumentos de construção para o seu regresso ao Reconquista e as Cruzadas. No entanto, em 1214, Gaston VI Moncada teve de ceder as terras de Santa Maria e, mais tarde, as de aldeias vizinhas aos bispos porque estava comprometido com os hereges albigenses.
Em 1385, havia 366 fogos Oloron, Legugnon 11 e 85 St. Mary Paul Raymond observa que Legugnon teve uma abadia secular, vassalo do visconde de Béarn.
Há então uma separação em duas partes: Oloron, cidade Visconde e Sainte-Marie, a catedral da cidade, que se tornam rivais por cerca de oito séculos, St. Mary permanece economicamente dependente Oloron. No século XIII, aproveitando Cruzada dos Albigenses, o bispo recebe senhorio sobre St. Mary e seu vilarejo de Saint-Pee; Oloron está expandindo seus privilégios com a sua consciência, e é visto com um alto-falante e duas pontes. No século XIV e no século XV, ele vai direto ao mercado e feiras e crescimento levou à criação dos subúrbios. É quase a capital econômica do Béarn, através de seu comércio de trânsito com a Espanha eo crescimento do seu artesanato têxtil.

### Eras moderna e contemporânea
As guerras religiosas e da Revolução suspensa duas vezes essa prosperidade. A rivalidade entre as duas cidades só termina reunião em Oloron Sainte-Marie, imposta em 1858 pelo Segundo Império, promovendo a chegada da ferrovia em 1883 ea substituição dos ofícios da indústria .
De 11 de outubro de 1795 a 5 de Março de 1796, Oloron era a sede do departamento dos Baixos Pirenéus realizada por Pau que sucedeu Navarrenx.
St. Mary Legugnon existia entre 1841 e 1858 O município foi criado em 1841 pela fusão dos Comuns Legugnon e Sainte-Marie. Em 1858, fundiu-se com a cidade de Oloron para formar a nova cidade de Oloron-Sainte-Marie.